# Juuso Latvala
Juuso Aleksi Latvala – fiński zapaśnik walczący w stylu klasycznym. Zajął siódme miejsce na mistrzostwach Europy w 2020. Zdobył cztery medale na mistrzostwach nordyckich w latach 2016 – 2019 roku.